# Provinz El Dorado
Die Provinz El Dorado ist eine von zehn Provinzen der Region San Martín in Nord-Peru. Sie hat eine Fläche von 1298 km². Beim Zensus 2017 wurden in der Provinz 40.917 Einwohner gezählt. Im Jahr 1993 lag die Einwohnerzahl bei 23.409, im Jahr 2007 bei 33.638. Die Provinzverwaltung befindet sich in der Kleinstadt San José de Sisa.

## Geographische Lage
Die Provinz El Dorado liegt in der peruanischen Ostkordillere. Sie erstreckt sich über das Einzugsgebiet des Río Sisa, einen linken Nebenfluss des Río Huallaga.
Die Provinz El Dorado grenzt im Nordosten an die Provinz Lamas, im Osten an die Provinz Picota, im Süden an die Provinz Bellavista, im Westen an die Provinz Huallaga sowie im Nordwesten an die Provinz Moyobamba.

## Verwaltungsgliederung
Die Provinz El Dorado ist in fünf Distrikte unterteilt. Der Distrikt San José de Sisa ist Sitz der Provinzverwaltung.
| Distrikt         | Verwaltungssitz  |
| ---------------- | ---------------- |
| Agua Blanca      | Agua Blanca      |
| San José de Sisa | San José de Sisa |
| San Martín       | San Martín Alao  |
| Santa Rosa       | Santa Rosa       |
| Shatoja          | Shatoja          |